# لاوترسهایم
لاوترسهایم (به آلمانی: Lautersheim) یک شهر در آلمان است که در دنرسبرگکرایس واقع شده‌است. لاوترسهایم ۶۵۲ نفر جمعیت دارد.